# Ophiopsammus anchista
Ophiopsammus anchista is een slangster uit de familie Ophiodermatidae.
De wetenschappelijke naam van de soort werd in 1911 gepubliceerd door Hubert Lyman Clark.